# Campina Grande
Campina Grande je město v Brazílii. Má přibližně 419 tisíc obyvatel, je druhým největším městem státu Paraíba a centrem vnitrozemského regionu agreste. Leží na náhorní plošině Planalto da Borborema v nadmořské výšce 560 metrů a je nazýváno „branou pouště“.
Založil je v roce 1697 Teodósio de Oliveira Lêdo, v roce 1790 se stalo samosprávnou obcí s názvem Vila Nova da Rainha a v roce 1864 bylo povýšeno na město a přijalo stávající jméno. Campina Grande byla ve dvacátém století díky textilnímu průmyslu přirovnávána k Liverpoolu, nyní je jako centrum informačních technologií označována za brazilské Silicon Valley. Ve městě sídlí Federální univerzita Campina Grande. Místními fotbalovými rivaly jsou Campinense Clube a Treze Futebol Clube. Od roku 1983 se konají měsíc trvající oslavy Jana Křtitele, které patří k nejdůležitějším folklórním festivalům Brazílie.